# Claussen
Claussen bzw. Claußen ist ein deutscher, dänischer, norwegischer und schwedischer Familienname.

## Herkunft und Bedeutung
Claussen bzw. Claußen ist ein Patronym zu Klaus und bedeutet Sohn des Klaus.

## Namensträger
- August Peter Lorenzen Claussen (1841–1912), deutscher Pädagoge
- Bernhard Claußen (* 1948), deutscher Politikwissenschaftler
- Bruno Claußen (Bibliothekar) (1880–1958), deutscher Bibliothekar
- Bruno Claußen (Staatssekretär) (1884–1945), Bruder des Bibliothekars, Mitglied des Preußischen Staatsrats
- Bruno Claußen (Politiker) (* 1946), deutscher Politiker (CDU)
- Carl Claussen (Manager) (1878–1954), deutscher Manager
- Carl August Claussen (1881–1968), deutscher Konteradmiral
- Carsten Peter Claussen (1927–2010), deutscher Jurist und Hochschullehrer
- Claus Claussen (Offizier) (1920–1990), deutscher Brigadegeneral
- Claus Christian Claussen (* 1961), deutscher Politiker (CDU)
- Claus D. Claussen (* 1945), deutscher Mediziner
- Claus-Frenz Claussen (1939–2022), deutscher Mediziner, Neurootologe, Hochschullehrer, Künstler und Erfinder
- Detlev Claussen (* 1948), deutscher Publizist und Soziologe
- Dieter Claußen (1936–2012), deutscher Politiker (CDU), MdL Schleswig-Holstein,
- Federico Claussen (1865–1940), deutscher Ingenieur und Politiker
- Ferdinand Claussen (1899–1971), deutscher Mediziner, Hochschullehrer und Rassenhygieniker
- Georg Claussen (Jurist) (Friedrich Georg Heinrich Claussen; 1819–1898), deutscher Jurist und Politiker
- Georg Claussen (Schiffbauer) (1877–1944), deutscher Schiffbauer
- Georg Frederik Ahrensborg Claussen (1895–1967), dänischer Radsportler, siehe Frederik Ahrensborg Clausen
- Georg Heinrich Claussen (1828–1912), deutscher Kaufmann
- Georg Wilhelm Claussen (Schiffbauer) (1845–1919), deutscher Schiffbauer
- Georg Wilhelm Claussen (Unternehmer) (1912–2013), deutscher Unternehmer und Mäzen
- Hans Claussen (Gewichtheber) (1911–2001), deutscher Gewichtheber
- Hans-Kurt Claussen (1908–1977), deutscher Rechtsanwalt und Rechtshistoriker
- Hans Reimer Claussen (1804–1894), deutsch-US-amerikanischer Politiker
- Hans-Kurt Claussen (1907–1977), deutscher Rechtsanwalt und Rechtshistoriker
- Heinz-Helmut Claußen (1929–2022), deutscher Pädagoge und Sportfunktionär in Bremen
- Henning Claussen (* um 1590; † nach 1656), deutscher Bildhauer
- Jakob Claussen (* 1961), deutscher Filmproduzent
- Johann Claussen (1653–1720), deutscher Philosoph, Hochschullehrer und Finanzbeamter, siehe Johann von Clausenheim
- Johann Christian Gerhard Claussen (1750–1801), deutscher Pädagoge
- Johann Georg Claussen (1808–1885), deutscher Unternehmer und Politiker
- Johann Heinrich Theodor Claussen (1825–1908), deutscher Kaufmann und Politiker
- Johann Hinrich Claussen (* 1964), deutscher Theologe, Pastor und Autor
- Julia Claussen (1879–1941), schwedische Sängerin und Musikpädagogin
- Julius Claussen (1899–1974), deutscher Verwaltungsjurist
- Karl Claussen (Philologe) (1811–1896), deutscher Philologe und Politiker
- Karl Eduard Claussen (1930–2012), deutscher Jurist und Politiker (CDU)
- Kurt Claußen-Finks (1913–1985), deutscher Maler und Gebrauchsgrafiker
- Lorenz Claussen (* 1955), deutscher Schauspieler
- Ludwig Claussen (1906–1974), deutscher Politiker (CDU)
- Margot Claussen (1885–1968), deutsche Malerin
- Martin Claußen (* 1955), deutscher Physiker und Meteorologe
- Michael Claußen (1959–2006), deutscher Chemieingenieur und Hochschullehrer
- Nils Claussen (1937–2021), deutscher Werkstoffwissenschaftler
- Norbert Claussen (* 1958), deutscher Politiker (CDU), Oberbürgermeister
- Peter Claussen (1877–1959), deutscher Botaniker
- Rasmus Claussen (1835–1905), dänischer Politiker (Venstre), Mitglied und Präsident des Folketing
- Robert Claussen (1909–1941), deutscher Politiker (NSDAP)
- Sophus Claussen (1865–1931), dänischer Schriftsteller
- Susanne Claußen (* 1976), deutsche Religionswissenschaftlerin, Kuratorin und Bildungsreferentin
- Thies Claussen (* 1950), deutscher Buchautor und Ministerialbeamter
- Ute Claussen (* 1962), deutsche Informatikerin und Autorin
- Uwe Claussen (1945–2008), deutscher Mediziner und Humangenetiker
- Wilhelm Claussen (Komponist) (1844–1869), deutscher Komponist
- Wilhelm Claussen (1901–1980), deutscher Staatsbeamter
- Wilhelm Claussen (SS-Mitglied) (1915–1948), deutscher SS-Oberscharführer und Rapportführer im KZ Auschwitz